# Peltigera
Peltigera es un género con unas 91 especies de líquenes foliosos en la familia familia Peltigeraceae. Se los conoce comúnmente con el nombre de líquenes perrunos. Pueden crecer en el suelo o sobre musgos, árboles, rocas y otros sustratos.

## Especies
- Peltigera aphthosa
- Peltigera aubertii
- Peltigera britannica
- Peltigera canina
- Peltigera chionophila
- Peltigera cichoracea
- Peltigera cinnamomea
- Peltigera collina
- Peltigera degenii
- Peltigera didactyla
- Peltigera dolichorhiza
- Peltigera dolichospora
- Peltigera elisabethae
- Peltigera erioderma
- Peltigera evansiana
- Peltigera fimbriata
- Peltigera frippii
- Peltigera granulosa
- Peltigera horizontalis
- Peltigera hydrothyria
- Peltigera koponenii
- Peltigera kristinssonii
- Peltigera lambinonii
- Peltigera leucophlebia
- Peltigera malacea
- Peltigera membranacea
- Peltigera montis-wilhelmii
- Peltigera nana
- Peltigera neopolydactyla
- Peltigera occidentalis
- Peltigera oceanica
- Peltigera pacifica
- Peltigera papuana
- Peltigera phyllidiosa
- Peltigera polydactylon
- Peltigera ponojensis
- Peltigera praetextata
- Peltigera retifoveata
- Peltigera rufescens
- Peltigera scabrosa
- Peltigera scabrosella
- Peltigera sumatrana
- Peltigera ulcerata
- Peltigera venosa
- Peltigera weberi